# E842号線
E842号線 (E842ごうせん、英: European route E842) は、欧州自動車道路のBクラス幹線道路。全線がイタリアにあり、ナポリ – カノーザ・ディ・プーリアを結ぶ。

## 経路

### 経過する主要都市
- イタリア
  - E45号線 – ナポリ
  - E841号線 – アヴェッリーノ
  - E55号線 – カノーザ・ディ・プーリア